# Cibir
Cibir (ryska: Джибир) är en ort i Azerbajdzjan.   Den ligger i distriktet Qusar Rayonu, i den nordöstra delen av landet, 180 km nordväst om huvudstaden Baku. Cibir ligger 771 meter över havet och antalet invånare är 1 091.
Terrängen runt Cibir är kuperad. Närmaste större samhälle är Qusar, 13,5 km sydost om Cibir.
Trakten runt Cibir består till största delen av jordbruksmark. Runt Cibir är det ganska glesbefolkat, med 48 invånare per kvadratkilometer.